# G0 (podfaza)
G0 (negdje G1) ili radna jezgra ili jezgra u mirovanju naziv je faze u životu stanice kad se stanica ne dijeli. Zbog toga što se ne dijeli dolazi naziv "u mirovanju". Budući da je jezgra metabolički aktivna, slijedi naziv "radna". Morfološki nije kao kod diobe, nego je slična interfaznoj stanici, no aktivnost im se znatno razlikuje.
Brojne sisavačke stanice kao što je neuron permanentno ili semipermanentno su u fazi G0. Stanice srčanog mišića i živčane stanice postaju stanice u mirovanju nakon što se završio stanična diferencijacija, ali nastavljaju raditi svoje zadaće do kraja života cijelog organizma. 
Ponegdje se razlikuje i pojam G0 i stanice u mirovanju, kao kod stanica srčanog mišića i neurona, gdje nikad ne ulaze u podfazu G1, dok druge stanice ulaze.